# House (Nowy Meksyk)
House – wieś w Stanach Zjednoczonych, w stanie Nowy Meksyk, w hrabstwie Quay.